# Suojärvi (sjö i Finland, Södra Savolax)
Suojärvi är en sjö i Finland. Den ligger i kommunen S:t Michel i landskapet Södra Savolax, i den södra delen av landet, 190 km nordost om huvudstaden Helsingfors. Suojärvi ligger 122,3 meter över havet. I omgivningarna runt Suojärvi växer i huvudsak blandskog. Arean är 1,84 kvadratkilometer och strandlinjen är 16,01 kilometer lång. Sjön  ingår i Vuoksens huvudavrinningsområde. 